# Giorgio Ciani
Giorgio Ciani (Domegge, 6 aprile 1812 – Conegliano Ogliano, 14 gennaio 1877) è stato un incisore italiano.

## Biografia
Figlio di Giovanni e di Gasparina, si formò all'Accademia di Venezia, dove nel 1839 ottenne il premio per l'incisione. Successivamente si trasferì a Ogliano e vi trascorse il resto della propria esistenza lavorando alle moltissime commissioni.
La prima citazione sul suo conto è contenuta nelle note di Giannantonio Moschini sull'incisione veneziana. Una voce a lui dedicata è contenuta nel Thieme-Becker, dove è però riportato come "Giovanni", errore che ricorre anche in testi posteriori. La sua figura è stata delineata con più precisione nel corso del Novecento, grazie agli studi Luigi Alpago Novello, Giovanni Fabbiani e Alberto Alpago Novello.
Fu un bulinista estremamente preciso dal punto di vista tecnico, potendo contare su una situazione economica serena che non gli creava pressioni. Più scarse le sue qualità interpretative, ma va detto che è difficile esprimere questi aspetti attraverso l'incisione.
Del Ciani sono una serie di piccole stampe di carattere devozionale, raffiguranti immagini della Madonna, del Sacro Cuore, del Crocifisso e di alcuni santi quali Antonio da Padova, Luigi Gonzaga, Giovanni della Croce, Teresa d'Avila, spesso accompagnate da diciture e versetti. Precursori dei santini, venivano distribuiti dai religiosi o nei santuari, tant'è che Fabbiani ha individuato molti rami del Ciani nel convento dei cappuccini di Venezia.
Dello stesso filone fanno parte l'immagine-ricordo della prima comunione, basata su un disegno di Giovanni Battista Volpato, e ricordi di guarigioni e miracoli.
A queste produzioni, si affiancano il Ritratto di Andrea Palladio, antiporta del volume Memorie intorno la vita e le opere di Andrea Palladio di Antonio Magrini (dato alle stampe nel 1835), e il Monumento al Palladio eretto a Vicenza da Giuseppe De Fabris; entrambi derivano da opere di Giovanni Bellio. Vi sono poi il Ritratto di Clotilde Tambroni, il Prospetto del seminario vescovile di Feltro (dal disegno dell'architetto Giuseppe Segusini), le illustrazioni per Il teatro Olimpico nuovamente descritto ed illustrato dall'abate Antonio Magrini (edito nel 1847) e quelle per la Storia del popolo cadorino scritta dal fratello Giuseppe Ciani (1866). Di questi lavori, solo il Ritratto di Coltilde Tambroni possiede una certa consistenza formale che ne fa la migliore opera del Ciani il quale, per il resto, è considerato un artista piuttosto modesto.